# Espontão

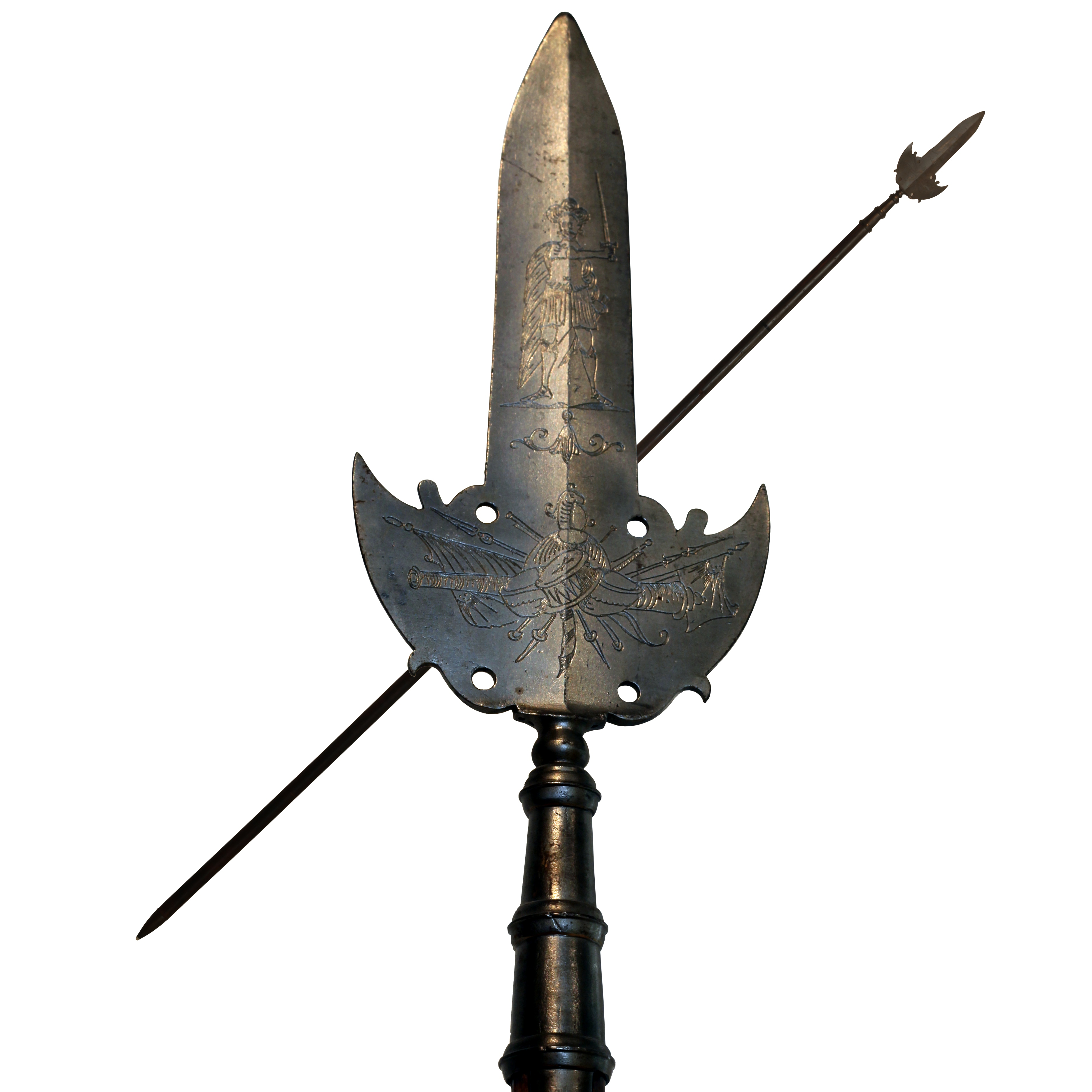
Espontão do século XVIII

Espontão ou meia-lança é uma arma de haste, de cariz cortoperfurante, semelhante à partasana, que mede geralmente mais de dois metros de comprimento e que se encontra guarnecida de uma ponta aguçada em forma de cruz invertida ou cruzeta. 
Terão surgido já na segunda metade do séc. XVII, tendo-se difundido e popularizado pela Europa durante os séculos seguintes, conhecendo uso até ao advento do séc. XIX. 

## Feitio

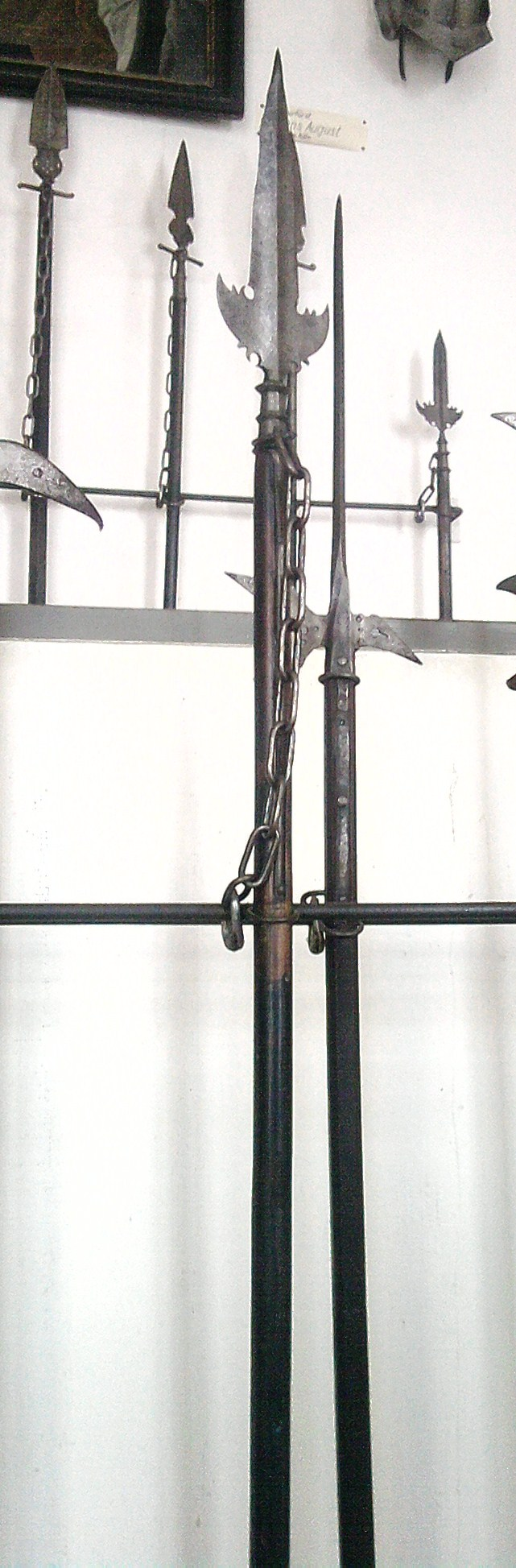
Espontão

Tratava-se duma arma de infantaria composta de uma lâmina de ferro ou aço presa a uma haste sólida de madeira. Dispunha duma longa ponta de ferro, quadrangular ou arredondada, não muito grossa, mas afiada na extremidade. 
Quando comparada com o pique, o espontão é uma arma de dimensões mais modestas, cujo comprimento integral não superava os 2 metros e meio:
- A lâmina desenvolve-se a partir de um cone metálico, até ganhar a feição de semidisco, do qual parte um robusto corpo central, de formato lanceolado pontiagudo e afilado de ambos os lados, e duas protuberâncias laterais, por vezes lembrando os dentes arqueados de um garfo, sensivelmente mais curtos do que o corpo central.[9] Nalguns modelos, o corpo central da lâmina serve de encaixe para uma lâmina de machado;

- Haste ou hastil de madeira maciça, manejável.[10]

Dada a folha tricúspide da lâmina, o espontão assemelha-se à ronca. A evidente diferença entre o espontão e a ronca é que nesta última os três dentes partem todos do mesmo cone metálico.

## História
O espontão surge em Itália durante a Idade Média, como arma de defesa durante cercos e assédios e, ulteriormente, como arma cerimonial.
No séc. XVII, engrossa o rol da panóplia das tropas de infantaria, que dele se passaram a servir como meia-lança, nas formações quadradas de piqueiros, que se foram assumindo como o modelo de formação defensiva campal. 
Com efeito, a eficácia deste tipo de estratégia defensiva dependia, em larga medida, da capacidade das tropas em conseguir defender as suas posições, enquanto os seus camaradas estivessem a volver de uma formação em coluna para uma formação em linha. Estas movimentações das tropas ocorriam, amiúde, sob fogo do inimigo, pelo que o espontão se volvia de um valor inestimável, nestas circunstâncias, porquanto permitia aos seus portadores, a partir das linhas de trás, proteger as tropas da primeira linha de fogo, enquanto estas mudavam de uma formação para a outra.
Chegou, também, a ser usada em contexto náutico como arma de abordagem a embarcações.
Continuou a ser usada quase até ao final do séc. XVIII, como arma dos oficiais das companhias de infantaria. No decurso do século XVIII, ao passo que a maior parte das armas brancas andava a desaparecer dos campos de batalha europeus, substituídas pela difusão avassaladora da baioneta, o uso do espontão manteve-se, como arma distintiva dos suboficiais da tropa. Alguns suboficiais ingleses chegaram inclusive a servir-se deles Batalha de Culloden (16 de Abril 1746). Ainda durante as guerras napoleónicas, o espontão era a arma principal dos sargentos, que dele se serviam para defenderem as insígnias de um batalhão ou regimento dos ataques da cavalaria.
Caiu em desuso sensivelmente já durante as guerras napoleónicas, sendo certo que em vários reinos europeus, como a Prússia, o seu uso já se encontrava proibido desde 1806.
Ainda hoje, o espontão é ainda usado como arma cerimonial pela Old Guard Fife and Drum Corps do exército americano.